# Automatic Packet Reporting System
El Automatic Packet Reporting System, también conocido por sus siglas APRS, es una red de comunicaciones por paquetes sobre ondas de radioaficionado diseñado para que cada nodo participante provea una vista del entorno local basado en que cada nodo señalize su propio estado y anunciando la información.

## Usos
Las informaciones anunciadas en una red local APRS es decisión del coordinador de la red. Sin embargo los más frecuentes son:
- Información de geolocalización que va acompañada con información adicional de identificación, estado y/o acceso a recursos. Para ello es nceesario un receptor de posicionamiento (GPS,Glonass,Galileo o Beidou) con un módem de radio que enviar automáticamente los datos de ubicación a la red APRS.[2] Existen sistemas con todo integrado en un solo dispositivo al que se le llama rastreador APRS.[2] Por ejemplo, APRS se ha usado para ubicar vehículos (rastreo vehicular automatizado), para localización de operadores de radioaficionado junto con las frecuencias de comunicación de voz que están usando, para dar la localización e información de acceso a otras redes de paquetes (ej. Winlink), o para dar la localización y estado de instalaciones útiles (ej. áreas de descanso, puntos de abastecimiento de comida y agua).
- Información de telemetría de sensores como estaciones meteorológicas o equipos de monitorización remota
- Mensajes en tiempo de real

A pesar de la enorme flexibilidad del sistema, la gran mayoría del tráfico de usuarios en la red APRS es de rastreo vehicular automatizado, llegando a saturar algunas poblaciones.

## Transmisión
Para emitir APRS se puede usar:
- Una estación de radio, un TNC, capaz de transmitir paquetes de radio vía software. Esta estación puede ser portátil, tipo walkie talkie  con capacidades APRS (ej. TH-D72 de Kenwood o AT-D878UV de Anytone)
- Dispositivos, llamados rastreadores APRS, que combinan receptor de posicionamiento con un módem de radio para enviar automáticamente datos de ubicación a la red APRS. Por ejemplo, el AVRT5 chino.

Los datos emitidos por APRS son recibidos por estaciones que pueden hacer de repetidores (digipeaters) o/y hacer de pasarelas APRS con internet haciendo accesible de esta forma la información accesible a travé de páginas web (ej. https://aprs.to, https://aprs.fi).

## Protocolos
El protocolo APRS se descansa se construye sobre una adaptación del protocolo AX.25. 
El AX.25, por debajo usa HDLC, corrección de errores hacia adelante (ya sea directamente o a través de la extesión FX.25). 
 Finalmente, al nivel más bajo se usa un sistema de modulación, como por ejemplo Amateur Bell 202. 
Desde el punto de vista de las capas OSI a APRS, podríamos decir que tenemos:
- Capa físico.- Tradicionalmente se usa Amateur Bell 202
- Capa de enlace.- En esta capa está HDLC, la corrección de errores hacia adelante, y parte de la modificación de AX.25 para adaptarlo a APRS. AX.25 es un montón de cosas aglomeradas, por lo que no encaja perfectamente en una sola capa. Hoy día se ha extendido AX.25 con FX-25 para incorporar corrección de errores hacia adelante.[5]
- Capa de red.- En esta capa estaría parte de AX.25 y parte de APRS. Las direcciones de repetidor digital AX.25 sería de esta capa.
- Capas 4-7.- Aquí estarían APRS Messaging y los APRS data types.

APRS también se ha portado para que pueda ser usado en dispositivos LoRa, dando lugar a lo que se llama LoRa APRS. LoRa es un protocolo de transmisión de información por radio patentada, originalmente pensado para bajas velocidades y maximización de la eficiencia energética. LoRa emplea una modulación de amplio espectro ideal para tolerar el ruido y permitir que las señales sigan múltiples caminos.Esto, junto con su capacidad para conectar miles de dispositivos mediante un solo Gateway, lo hace ideal para aplicaciones industriales, redes de sensores en zonas con poca cobertura, y en la construcción de redes privadas de sensores (IoT).